# سادیو دیالو
سادیو دیالو (انگلیسی: Sadio Diallo؛ زادهٔ ۲۸ دسامبر ۱۹۹۰) بازیکن فوتبال اهل گینه است.
از باشگاه‌هایی که در آن بازی کرده است می‌توان به باشگاه فوتبال رن، باشگاه فوتبال لوریان، و باشگاه فوتبال باستیا اشاره کرد.
وی همچنین در تیم ملی فوتبال گینه بازی کرده است.